# Chromatica
Chromatica là album phòng thu thứ sáu của ca sĩ người Mỹ Lady Gaga, phát hành ngày 29 tháng 5 năm 2020 bởi Streamline Records và Interscope Records. Sau những đánh giá chuyên môn trái chiều và thành tích thương mại không như mong đợi của album thứ ba Artpop (2013), Gaga bắt đầu theo đuổi hình tượng nhẹ nhàng hơn và phong cách âm nhạc mộc mạc nhằm nhấn mạnh vào khả năng thanh nhạc của cô, bắt đầu từ album hợp tác Cheek to Cheek (2014) với Tony Bennett đến tác phẩm nhạc phim A Star Is Born (2018). Chromatica là một bản thu âm dance-pop lấy cảm hứng từ nhạc house thập niên 1990, và đánh dấu sự trở lại của nữ ca sĩ với phong cách nhạc dance đặc trưng ở thời kì đầu sự nghiệp. Đóng vai trò đồng điều hành sản xuất của dự án với cộng sự lâu năm BloodPop, cô cũng hợp tác với một loạt nhà sản xuất khác nhau như Morgan Kibby, Burns, Tchami, Axwell, Johannes Klahr, Madeon và Skrillex. Âm nhạc của album gây chú ý khi sử dụng đàn tổng hợp dày đặc, bộ gõ mạnh mẽ và kết hợp với dàn nhạc bao trùm xung quanh giai điệu. Ngoài ra, đĩa nhạc còn có sự tham gia góp giọng của Elton John, Ariana Grande và Blackpink.
Chromatica là một album chủ đề liên quan đến hành trình tìm kiếm sự chữa lành và hạnh phúc bền vững, trong đó nội dung ca từ đề cập đến những chủ đề lấy cảm hứng từ nhiều mối tình không thành và những đấu tranh về sức khỏe tâm thần trong đời sống cá nhân của Gaga. Phần hình ảnh của đĩa nhạc cũng chứng kiến việc nữ ca sĩ theo đuổi hình tượng mang hơi hướng cyberpunk. Sau khi phát hành, album nhận được những phản ứng tích cực từ các nhà phê bình âm nhạc, trong đó họ đánh giá cao chất giọng của nữ ca sĩ và cách triển khai những chủ đề hiệu quả trong lời bài hát, mặc dù khâu sản xuất kết hợp với nhạc house gây nên nhiều tranh luận trái chiều. Mặc dù được phát hành giữa thời điểm đại dịch COVID-19, Chromatica vẫn gặt hái những thành công lớn về mặt thương mại khi đứng đầu các bảng xếp hạng tại Úc, Áo, Canada, Hà Lan, Pháp, Ireland, Ý, New Zealand, Thụy Sĩ và Vương quốc Anh, đồng thời lọt vào top 10 ở hầu hết những thị trường còn lại. Đĩa nhạc ra mắt ở vị trí số một trên bảng xếp hạng Billboard 200 tại Hoa Kỳ với 274,000 đơn vị album tương đương, trở thành album quán quân thứ sáu liên tiếp trong sự nghiệp của Gaga tại đây.
Bốn đĩa đơn đã được phát hành từ Chromatica. "Stupid Love" được chọn làm đĩa đơn mở đường và lọt vào top 10 ở hơn 16 quốc gia, trong khi "Rain on Me" đứng đầu bảng xếp hạng Billboard Hot 100 tại Hoa Kỳ và chiến thắng một giải Grammy cho Trình diễn song tấu hoặc nhóm nhạc pop xuất sắc nhất. Hai đĩa đơn còn lại "911" và "Free Woman" chỉ được phát hành giới hạn ở một số quốc gia, trong khi "Sour Candy" đóng vai trò như một đĩa đơn quảng bá. Để hỗ trợ album, Gaga trình diễn liên khúc những bản nhạc từ Chromatica tại giải Video âm nhạc của MTV năm 2020, nơi cô được trao giải thưởng mới MTV Tricon cho những thành tựu trong ba lĩnh vực giải trí khác nhau. Ngoài ra, nữ ca sĩ còn thực hiện chuyến lưu diễn toàn sân vận động đầu tiên Chromatica Ball (2022) sau khi bị hoãn lại hai lần do đại dịch, và được ghi hình thành chương trình đặc biệt Gaga Chromatica Ball trên HBO/Max. Tại lễ trao giải Grammy lần thứ 63, Chromatica đã nhận được đề cử ở hạng mục Album giọng pop xuất sắc nhất. Ngày 3 tháng 9 năm 2021, một album phối lại của đĩa nhạc mang tên Dawn of Chromatica đã được phát hành với sự góp mặt của nhiều nghệ sĩ mới.

## Danh sách bài hát
| Chromatica – Phiên bản tiêu chuẩn | Chromatica – Phiên bản tiêu chuẩn  | Chromatica – Phiên bản tiêu chuẩn                                                                                            | Chromatica – Phiên bản tiêu chuẩn                     | Chromatica – Phiên bản tiêu chuẩn |
| STT                               | Nhan đề                            | Sáng tác | Sản xuất                                              | Thời lượng                        |
| --------------------------------- | ---------------------------------- | --- | ----------------------------------------------------- | --------------------------------- |
| 1.                                | "Chromatica I"                     | Lady Gaga Morgan Kibby | Gaga Kibby                                            | 1:00                              |
| 2.                                | "Alice"                            | Gaga BloodPop Axel Hedfors Justin Tranter Johannes Klahr                                                                     | BloodPop Benjamin Rice [a] Axwell Klahr               | 2:57                              |
| 3.                                | "Stupid Love"                      | Gaga BloodPop Max Martin Martin Joseph Léonard Bresso Ely Rise                                                               | BloodPop Rice [a] Tchami Martin [b]                   | 3:13                              |
| 4.                                | "Rain on Me" (với Ariana Grande)   | Gaga BloodPop Grande Matthew Burns Nija Charles Rami Yacoub Bresso Alexander Ridha                                           | BloodPop Rice [a] Tchami [c] Burns                    | 3:02                              |
| 5.                                | "Free Woman"                       | Gaga BloodPop Hedfors Klahr                                                                                                  | BloodPop Rice [a] Axwell Klahr                        | 3:11                              |
| 6.                                | "Fun Tonight"                      | Gaga BloodPop Burns Yacoub                                                                                                   | BloodPop Rice [a] Burns                               | 2:53                              |
| 7.                                | "Chromatica II"                    | Gaga Kibby | Gaga Kibby                                            | 0:41                              |
| 8.                                | "911"                              | Gaga BloodPop Madeon Tranter                                                                                                 | BloodPop Rice [a] Madeon                              | 2:52                              |
| 9.                                | "Plastic Doll"                     | Gaga BloodPop Skrillex Yacoub Jacob "Jkash" Hindlin                                                                          | BloodPop Rice [a] Skrillex                            | 3:41                              |
| 10.                               | "Sour Candy" (với Blackpink)       | Gaga BloodPop Burns Yacoub Madison Emiko Love Teddy Park                                                                     | BloodPop Rice [a] Burns                               | 2:37                              |
| 11.                               | "Enigma"                           | Gaga BloodPop Burns Hindlin                                                                                                  | BloodPop Rice [a] Burns                               | 2:59                              |
| 12.                               | "Replay"                           | Gaga BloodPop Burns | Burns Rice [a]                                        | 3:06                              |
| 13.                               | "Chromatica III"                   | Gaga Kibby | Gaga Kibby                                            | 0:27                              |
| 14.                               | "Sine from Above" (với Elton John) | Gaga BloodPop John Hedfors Yacoub Richard Zastenker Vincent Pontare Sebastian Ingrosso Klahr Rice Ryan Tedder Salem Al Fakir | BloodPop Rice [a] Burns Axwell Liohn Klahr Yacoub [c] | 4:04                              |
| 15.                               | "1000 Doves"                       | Gaga BloodPop Bresso Yacoub                                                                                                  | BloodPop Rice [a] Tchami                              | 3:35                              |
| 16.                               | "Babylon"                          | Gaga BloodPop Burns | BloodPop Burns Rice [a] Tchami [c]                    | 2:41                              |
| Tổng thời lượng:                  | Tổng thời lượng:                   | Tổng thời lượng: | Tổng thời lượng:                                      | 43:08                             |

| Chromatica – Phiên bản tiêu chuẩn tại Nhật Bản (bản nhạc bổ sung) | Chromatica – Phiên bản tiêu chuẩn tại Nhật Bản (bản nhạc bổ sung) | Chromatica – Phiên bản tiêu chuẩn tại Nhật Bản (bản nhạc bổ sung) | Chromatica – Phiên bản tiêu chuẩn tại Nhật Bản (bản nhạc bổ sung) | Chromatica – Phiên bản tiêu chuẩn tại Nhật Bản (bản nhạc bổ sung) |
| STT                                                               | Nhan đề                                                           | Sáng tác                                                          | Sản xuất                                                          | Thời lượng                                                        |
| ----------------------------------------------------------------- | ----------------------------------------------------------------- | ----------------------------------------------------------------- | ----------------------------------------------------------------- | ----------------------------------------------------------------- |
| 17.                                                               | "Stupid Love" (Ellis remix)                                       | Gaga BloodPop Martin Bresso Rise                                  | BloodPop Rice [a] Tchami Martin [b]                               | 3:34                                                              |
| Tổng thời lượng:                                                  | Tổng thời lượng:                                                  | Tổng thời lượng:                                                  | Tổng thời lượng:                                                  | 47:10                                                             |

| Chromatica – Phiên bản Tour tại Nhật Bản (bản nhạc bổ sung) | Chromatica – Phiên bản Tour tại Nhật Bản (bản nhạc bổ sung) | Chromatica – Phiên bản Tour tại Nhật Bản (bản nhạc bổ sung) | Chromatica – Phiên bản Tour tại Nhật Bản (bản nhạc bổ sung) | Chromatica – Phiên bản Tour tại Nhật Bản (bản nhạc bổ sung) |
| STT                                                         | Nhan đề                                                     | Sáng tác                                                    | Sản xuất                                                    | Thời lượng                                                  |
| ----------------------------------------------------------- | ----------------------------------------------------------- | ----------------------------------------------------------- | ----------------------------------------------------------- | ----------------------------------------------------------- |
| 17.                                                         | "Love Me Right"                                             | Gaga BloodPop Burns                                         | BloodPop Burns                                              | 2:51                                                        |
| 18.                                                         | "Hold My Hand"                                              | Gaga BloodPop                                               | Gaga BloodPop Rice                                          | 3:45                                                        |
| Tổng thời lượng:                                            | Tổng thời lượng:                                            | Tổng thời lượng:                                            | Tổng thời lượng:                                            | 49:36                                                       |

| Chromatica – Phiên bản tại Target và CD cao cấp quốc tế (bản nhạc bổ sung) | Chromatica – Phiên bản tại Target và CD cao cấp quốc tế (bản nhạc bổ sung) | Chromatica – Phiên bản tại Target và CD cao cấp quốc tế (bản nhạc bổ sung) | Chromatica – Phiên bản tại Target và CD cao cấp quốc tế (bản nhạc bổ sung) | Chromatica – Phiên bản tại Target và CD cao cấp quốc tế (bản nhạc bổ sung) |
| STT                                                                        | Nhan đề                                                                    | Sáng tác                                                                   | Sản xuất                                                                   | Thời lượng                                                                 |
| -------------------------------------------------------------------------- | -------------------------------------------------------------------------- | -------------------------------------------------------------------------- | -------------------------------------------------------------------------- | -------------------------------------------------------------------------- |
| 17.                                                                        | "Love Me Right"                                                            | Gaga BloodPop Burns                                                        | BloodPop Burns                                                             | 2:51                                                                       |
| 18.                                                                        | "1000 Doves" (demo piano)                                                  | [d]                                                                        | [d]                                                                        | 2:49                                                                       |
| 19.                                                                        | "Stupid Love" (Vitaclub Warehouse mix)                                     | Gaga BloodPop Martin Bresso Rise                                           | BloodPop Rice [a] Tchami Martin [b]                                        | 3:41                                                                       |
| Tổng thời lượng:                                                           | Tổng thời lượng:                                                           | Tổng thời lượng:                                                           | Tổng thời lượng:                                                           | 52:20                                                                      |

| Chromatica – Phiên bản cao cấp tại Nhật Bản (bản nhạc bổ sung) | Chromatica – Phiên bản cao cấp tại Nhật Bản (bản nhạc bổ sung) | Chromatica – Phiên bản cao cấp tại Nhật Bản (bản nhạc bổ sung) | Chromatica – Phiên bản cao cấp tại Nhật Bản (bản nhạc bổ sung) | Chromatica – Phiên bản cao cấp tại Nhật Bản (bản nhạc bổ sung) |
| STT                                                            | Nhan đề                                                        | Sáng tác                                                       | Sản xuất                                                       | Thời lượng                                                     |
| -------------------------------------------------------------- | -------------------------------------------------------------- | -------------------------------------------------------------- | -------------------------------------------------------------- | -------------------------------------------------------------- |
| 20.                                                            | "Stupid Love" (Ellis remix)                                    | Gaga BloodPop Martin Bresso Rise                               | BloodPop Rice [a] Tchami Martin [b]                            | 3:34                                                           |
| Tổng thời lượng:                                               | Tổng thời lượng:                                               | Tổng thời lượng:                                               | Tổng thời lượng:                                               | 56:00                                                          |

| Chromatica – Phiên bản box set (bản nhạc bổ sung) | Chromatica – Phiên bản box set (bản nhạc bổ sung)            | Chromatica – Phiên bản box set (bản nhạc bổ sung)                                                        | Chromatica – Phiên bản box set (bản nhạc bổ sung) | Chromatica – Phiên bản box set (bản nhạc bổ sung) |
| STT                                               | Nhan đề                                                      | Sáng tác                                                                                                 | Sản xuất                                          | Thời lượng                                        |
| ------------------------------------------------- | ------------------------------------------------------------ | --- | ------------------------------------------------- | ------------------------------------------------- |
| 20.                                               | "Rain on Me" (Purple Disco Machine remix; với Ariana Grande) | Gaga BloodPop Grande Burns Charles Yacoub Bresso Ridha Betty Wright Jeremiah Burden Lynn Williams [ 9 ]  | BloodPop Tchami Burns                             | 6:34                                              |
| 21.                                               | "Free Woman" (Honey Dijon realness remix)                    | Gaga BloodPop Hedfors Klahr Ridha [ 10 ]                                                                 | BloodPop Axwell Klahr                             | 6:46                                              |
| 22.                                               | "Rain on Me" (Ralphi Rosario remix; với Ariana Grande)       | Gaga BloodPop Grande Burns Charles Yacoub Bresso Ridha Betty Wright Jeremiah Burden Lynn Williams [ 11 ] | BloodPop Tchami Burns                             | 7:31                                              |
| Tổng thời lượng:                                  | Tổng thời lượng:                                             | Tổng thời lượng:                                                                                         | Tổng thời lượng:                                  | 76:51                                             |

| Chromatica – Phiên bản box set tại Nhật Bản (bản nhạc bổ sung) | Chromatica – Phiên bản box set tại Nhật Bản (bản nhạc bổ sung) | Chromatica – Phiên bản box set tại Nhật Bản (bản nhạc bổ sung) | Chromatica – Phiên bản box set tại Nhật Bản (bản nhạc bổ sung) | Chromatica – Phiên bản box set tại Nhật Bản (bản nhạc bổ sung) |
| STT                                                            | Nhan đề                                                        | Sáng tác                                                       | Sản xuất                                                       | Thời lượng                                                     |
| -------------------------------------------------------------- | -------------------------------------------------------------- | -------------------------------------------------------------- | -------------------------------------------------------------- | -------------------------------------------------------------- |
| 23.                                                            | "Stupid Love" (Ellis remix)                                    | Gaga BloodPop Martin Bresso Rise                               | BloodPop Rice [a] Tchami Martin [b]                            | 3:34                                                           |
| Tổng thời lượng:                                               | Tổng thời lượng:                                               | Tổng thời lượng:                                               | Tổng thời lượng:                                               | 80:25                                                          |

| Chromatica – Phiên bản box set và Tour tại Nhật Bản (DVD kèm theo) | Chromatica – Phiên bản box set và Tour tại Nhật Bản (DVD kèm theo) | Chromatica – Phiên bản box set và Tour tại Nhật Bản (DVD kèm theo) | Chromatica – Phiên bản box set và Tour tại Nhật Bản (DVD kèm theo) |
| STT                                                                | Nhan đề                                                            | Đạo diễn                                                           | Thời lượng                                                         |
| ------------------------------------------------------------------ | ------------------------------------------------------------------ | ------------------------------------------------------------------ | ------------------------------------------------------------------ |
| 1.                                                                 | "Phỏng vấn"                                                        |                                                                    | 16:47                                                              |
| 2.                                                                 | "Stupid Love" (video ca nhạc)                                      | Daniel Askill                                                      | 3:38                                                               |
| 3.                                                                 | "Stupid Love" (hậu trường video âm nhạc)                           |                                                                    | 6:37                                                               |
| 4.                                                                 | "Rain on Me" (video ca nhạc; với Ariana Grande)                    | Robert Rodriguez                                                   | 3:08                                                               |
| 5.                                                                 | "Rain on Me" (hậu trường video âm nhạc; với Ariana Grande)         |                                                                    | 4:41                                                               |
| 6.                                                                 | "Sour Candy" (video lời; với Blackpink)                            | Sam Rolfes                                                         | 2:38                                                               |
| 7.                                                                 | "911" (phim ngắn)                                                  | Tarsem Singh                                                       | 4:43                                                               |
| Tổng thời lượng:                                                   | Tổng thời lượng:                                                   | Tổng thời lượng:                                                   | 42:12                                                              |

Ghi chú
- ^[a]  nghĩa là sản xuất giọng hát
- ^[b]  nghĩa là đồng sản xuất và sản xuất giọng hát
- ^[c]  nghĩa là sản xuất bổ sung
- ^[d]  Theo như tập sách ảnh của album thì không có thông tin nào được công bố về thành phần thực hiện bản demo piano của "1000 Doves".

## Xếp hạng
| Bảng xếp hạng (2020–2021)                     | Vị trí cao nhất |
| --------------------------------------------- | --------------- |
| Album Argentina (CAPIF)                       | 2               |
| Album Úc (ARIA)                               | 1               |
| Album Áo (Ö3 Austria)                         | 1               |
| Album Bỉ (Ultratop Vlaanderen)                | 3               |
| Album Bỉ (Ultratop Wallonie)                  | 2               |
| Album Canada (Billboard)                      | 1               |
| Album Croatia Quốc tế (HDU)                   | 1               |
| Album Cộng hòa Séc (ČNS IFPI)                 | 1               |
| Album Đan Mạch (Hitlisten)                    | 4               |
| Album Hà Lan (Album Top 100)                  | 1               |
| Album Estonia (Eesti Tipp-40)                 | 1               |
| Album Phần Lan (Suomen virallinen lista)      | 1               |
| Album Pháp (SNEP)                             | 1               |
| Album Đức (Offizielle Top 100)                | 3               |
| Album Hy Lạp (IFPI)                           | 2               |
| Album Hungaria (MAHASZ)                       | 4               |
| Album Iceland (Tónlistinn)                    | 17              |
| Album Ireland (OCC)                           | 1               |
| Album Ý (FIMI)                                | 1               |
| Album Nhật Bản (Billboard Japan)              | 3               |
| Album Nhật Bản (Oricon)                       | 3               |
| Album Lithuania (AGATA)                       | 1               |
| Album Mexico (AMPROFON)                       | 1               |
| Album New Zealand (RMNZ)                      | 1               |
| Album Na Uy (VG-lista)                        | 3               |
| Album Ba Lan (ZPAV)                           | 9               |
| Album Bồ Đào Nha (AFP)                        | 1               |
| Album Scotland (OCC)                          | 1               |
| Album Slovakia (ČNS IFPI)                     | 2               |
| Album Hàn Quốc (Circle)                       | 64              |
| Album Tây Ban Nha (PROMUSICAE)                | 2               |
| Album Thụy Điển (Sverigetopplistan)           | 2               |
| Album Thụy Sĩ (Schweizer Hitparade)           | 1               |
| Album Anh Quốc (OCC)                          | 1               |
| Album Hoa Kỳ Billboard 200                    | 1               |
| Album Hoa Kỳ Top Dance/Electronic (Billboard) | 1               |

| Bảng xếp hạng (2020)                           | Vị trí |
| ---------------------------------------------- | ------ |
| Album Úc (ARIA)                                | 22     |
| Album Áo (Ö3 Austria)                          | 67     |
| Album Bỉ (Ultratop Flanders)                   | 48     |
| Album Bỉ (Ultratop Wallonia)                   | 41     |
| Album Canada (Billboard)                       | 34     |
| Album Croatia Quốc tế (HDU)                    | 10     |
| Album Hà Lan (Album Top 100)                   | 50     |
| Album Pháp (SNEP)                              | 64     |
| Album Đức (Offizielle Top 100)                 | 74     |
| Album Hungaria (MAHASZ)                        | 61     |
| Album Ireland (IRMA)                           | 44     |
| Album Ý (FIMI)                                 | 37     |
| Album New Zealand (RMNZ)                       | 44     |
| Album Bồ Đào Nha (AFP)                         | 35     |
| Album Tây Ban Nha (PROMUSICAE)                 | 32     |
| Album Thụy Điển (Sverigetopplistan)            | 86     |
| Album Thụy Sĩ (Schweizer Hitparade)            | 30     |
| Album Anh Quốc (OCC)                           | 22     |
| Hoa Kỳ Billboard 200                           | 50     |
| Hoa Kỳ Top Dance/Electronic Albums (Billboard) | 1      |
| Bảng xếp hạng (2021)                           | Vị trí |
| Album Tây Ban Nha (PROMUSICAE)                 | 93     |
| Hoa Kỳ Top Dance/Electronic Albums (Billboard) | 2      |
| Bảng xếp hạng (2022)                           | Vị trí |
| Hoa Kỳ Top Dance/Electronic Albums (Billboard) | 6      |
| Bảng xếp hạng (2023)                           | Vị trí |
| Hoa Kỳ Top Dance/Electronic Albums (Billboard) | 19     |

## Chứng nhận
| Quốc gia                                                                                             | Chứng nhận | Số đơn vị/doanh số chứng nhận |
| --- | ---------- | ----------------------------- |
| Úc (ARIA)                                                                                            | Vàng       | 35.000‡                       |
| Áo (IFPI Áo)                                                                                         | Vàng       | 7.500‡                        |
| Canada (Music Canada)                                                                                | Bạch kim   | 80.000‡                       |
| Đan Mạch (IFPI Đan Mạch)                                                                             | Vàng       | 10.000‡                       |
| Pháp (SNEP)                                                                                          | Bạch kim   | 100.000‡                      |
| Ý (FIMI)                                                                                             | Bạch kim   | 50.000‡                       |
| New Zealand (RMNZ)                                                                                   | Bạch kim   | 15.000‡                       |
| Na Uy (IFPI)                                                                                         | Vàng       | 10.000*                       |
| Ba Lan (ZPAV)                                                                                        | Bạch kim   | 20.000‡                       |
| Singapore (RIAS)                                                                                     | Vàng       | 5.000*                        |
| Tây Ban Nha (PROMUSICAE)                                                                             | Vàng       | 20.000‡                       |
| Thụy Sĩ (IFPI)                                                                                       | Vàng       | 10.000‡                       |
| Anh Quốc (BPI)                                                                                       | Vàng       | 100.000‡                      |
| Hoa Kỳ (RIAA)                                                                                        | Bạch kim   | 1.000.000‡                    |
| * Chứng nhận dựa theo doanh số tiêu thụ. ‡ Chứng nhận dựa theo doanh số tiêu thụ và phát trực tuyến. |            |                               |

## Lịch sử phát hành
| Khu vực        | Ngày              | Định dạng                            | Phiên bản          | Hãng đĩa              | Ct            |
| -------------- | ----------------- | ------------------------------------ | ------------------ | --------------------- | ------------- |
| Nhiều          | 29 tháng 5, 2020  | Cassette CD tải nhạc số streaming LP | Tiêu chuẩn         | Interscope            | [ 88 ] [ 89 ] |
| Nhiều          | 29 tháng 5, 2020  | CD                                   | Cao cấp            | Interscope            | [ 90 ] [ 91 ] |
| Nhật Bản       | 29 tháng 5, 2020  | CD                                   | Tiêu chuẩn cao cấp | Universal Music Japan | [ 7 ]         |
| Ý              | 20 tháng 11, 2020 | Box set                              | Cao cấp            | Universal             | [ 92 ]        |
| Vương quốc Anh | 20 tháng 11, 2020 | Box set                              | Cao cấp            | Polydor               | [ 8 ]         |
| Nhật Bản       | 16 tháng 12, 2020 | Box set DVD                          | Giới hạn           | Universal Music Japan | [ 93 ] [ 13 ] |
| Hoa Kỳ         | 12 tháng 6, 2021  | Đĩa than Trifold                     | Giới hạn           | Interscope            | [ 94 ]        |
| Vương quốc Anh | 25 tháng 6, 2021  | Đĩa than Trifold                     | Giới hạn           | Polydor               | [ 95 ]        |
| Nhật Bản       | 31 tháng 8, 2022  | CD+DVD                               | Tour Nhật Bản      | Universal Music Japan | [ 4 ]         |
| Canada         | 9 tháng 9, 2022   | CD+DVD                               | Tour Nhật Bản      | Universal Music Japan | [ 96 ]        |
| Hoa Kỳ         | 9 tháng 9, 2022   | CD+DVD                               | Tour Nhật Bản      | Universal Music Japan | [ 97 ]        |
| Vương quốc Anh | 23 tháng 9, 2022  | CD+DVD                               | Tour Nhật Bản      | Universal Music Japan | [ 98 ]        |